# Campeonato de Primera División 1926 (Argentina)
La Copa Campeonato 1926 fue el cuadragésimo quinto torneo de la Primera División del fútbol argentino, organizado por la Asociación Argentina de Football. Se disputó desde el 18 de abril al 16 de enero de 1927.   
En medio del torneo, seis clubes de los 24 participantes perdieron la afiliación y se pasaron a la Segunda División de la Asociación Amateurs, por lo que los partidos disputados por ellos fueron anulados.
El ganador fue el Club Atlético Boca Juniors, que sumó su quinto logro y se consagró nuevamente como campeón invicto.
Por su parte, el campeón del torneo de la Asociación Amateurs fue el Club Atlético Independiente.

## Ascensos y descensos
| Pos. | Equipo ascendido  |
| ---- | ----------------- |
| 1.º  | Sportivo Balcarce |

| Equipos descendidos en la temporada 1925 |
| ---------------------------------------- |
| No hubo                                  |

De esta forma, el número de equipos participantes aumentó a 24.

## Equipos
| Equipo                | Ciudad       |
| --------------------- | ------------ |
| All Boys              | Buenos Aires |
| Alvear                | Buenos Aires |
| Argentino de Banfield | Banfield     |
| Argentino de Quilmes  | Quilmes      |
| Argentinos Juniors    | Buenos Aires |
| Boca Alumni           | Buenos Aires |
| Boca Juniors          | Buenos Aires |
| Chacarita Juniors     | Buenos Aires |
| Colegiales            | Buenos Aires |
| Del Plata             | Buenos Aires |
| El Porvenir           | Gerli        |
| General San Martín    | San Martín   |
| Huracán               | Buenos Aires |
| Nueva Chicago         | Buenos Aires |
| Palermo               | Buenos Aires |
| Porteño               | Buenos Aires |
| Progresista           | Gerli        |
| San Fernando          | San Fernando |
| Sportivo Balcarce     | Buenos Aires |
| Sportivo Barracas     | Buenos Aires |
| Sportivo Dock Sud     | Avellaneda   |
| Sportsman             | Buenos Aires |
| Temperley             | Temperley    |
| Universal             | Buenos Aires |

## Tabla de posiciones final
| Pos  | Equipo                | Pts | PJ | G  | E | P  | GF | GC | DIF |
| ---- | --------------------- | --- | -- | -- | - | -- | -- | -- | --- |
| 01.º | Boca Juniors          | 32  | 17 | 15 | 2 | 0  | 67 | 4  | 63  |
| 02.º | Argentinos Juniors    | 28  | 17 | 12 | 4 | 1  | 26 | 11 | 15  |
| 03.º | Huracán               | 24  | 17 | 11 | 2 | 4  | 37 | 8  | 29  |
| 04.º | Sportivo Balcarce     | 23  | 17 | 10 | 3 | 4  | 29 | 19 | 10  |
| 05.º | Palermo               | 23  | 17 | 10 | 3 | 4  | 28 | 23 | 5   |
| 06.º | Argentino de Banfield | 20  | 17 | 9  | 2 | 6  | 31 | 26 | 5   |
| 07.º | Chacarita Juniors     | 18  | 17 | 7  | 4 | 6  | 18 | 16 | 2   |
| 08.º | Argentino de Quilmes  | 18  | 17 | 8  | 2 | 7  | 25 | 30 | -5  |
| 09.º | San Fernando          | 17  | 17 | 8  | 1 | 8  | 21 | 24 | -3  |
| 10.º | Boca Alumni           | 15  | 17 | 5  | 5 | 7  | 21 | 18 | 3   |
| 11.º | Sportsman             | 15  | 17 | 5  | 5 | 7  | 17 | 22 | -5  |
| 12.º | Alvear                | 15  | 17 | 5  | 5 | 7  | 13 | 20 | -7  |
| 13.º | Universal             | 14  | 17 | 5  | 4 | 8  | 12 | 36 | -24 |
| 14.º | General San Martín    | 13  | 17 | 5  | 3 | 9  | 15 | 24 | -9  |
| 15.º | Sportivo Dock Sud     | 12  | 17 | 5  | 2 | 10 | 22 | 21 | 1   |
| 16.º | Del Plata             | 9   | 17 | 4  | 1 | 12 | 15 | 43 | -28 |
| 17.º | Progresista           | 8   | 17 | 4  | 0 | 13 | 19 | 20 | -1  |
| 18.º | Porteño               | 2   | 17 | 0  | 2 | 15 | 17 | 68 | -49 |
| -    | All Boys              | -   | -  | -  | - | -  | -  | -  | -   |
| -    | Colegiales            | -   | -  | -  | - | -  | -  | -  | -   |
| -    | El Porvenir           | -   | -  | -  | - | -  | -  | -  | -   |
| -    | Nueva Chicago         | -   | -  | -  | - | -  | -  | -  | -   |
| -    | Sportivo Barracas     | -   | -  | -  | - | -  | -  | -  | -   |
| -    | Temperley             | -   | -  | -  | - | -  | -  | -  | -   |

## Reubicaciones
Al finalizar la temporada, al producirse la fusión de las dos entidades que regían las ligas en una sola institución, la Asociación Amateurs Argentina de Football, siete de los equipos participantes fueron incorporados al campeonato de Primera División 1927: Argentino de Quilmes, Argentinos Juniors, Boca Juniors, Chacarita Juniors, Huracán, Porteño y San Fernando; mientras que los demás pasaron a tomar parte del certamen de la Primera División-Sección B, nueva segunda categoría de la mencionada Asociación.
Previamente se habían retirado de la competencia seis equipos que pasaron a disputar, al año siguiente, el mismo torneo, con la excepción de Sportivo Barracas, que fue readmitido en la primera categoría.

## Goleador
| Jugador              | Jugador        | Goles | Equipo       |
| -------------------- | -------------- | ----- | ------------ |
| Bandera de Argentina | Roberto Cherro | 22    | Boca Juniors |